# Caledogonia
Caledogonia is een uitgestorven geslacht van tweekleppigen uit de  familie van de Myophoriidae.

## Soort
- Caledogonia globosa Freneix & Avias, 1977 †